# NetLimiter
NetLimiter – komercyjny program firmy Locktime Software s.r.o., służący do ograniczania i monitorowania ruchu sieciowego w systemie operacyjnym Windows.